# スプリッツァ
スプリッツァー（Spritzer, Schorle）は、白ワインをベースにしたカクテル。ビルドという技法により作られる。

## 概要
白ワインに炭酸水を入れるだけの簡単なレシピ。アルコール度数が低くワインを使っている、ということもあってか、80年代にアメリカでは『ヘルシードリンク』として爆発的に流行した。Spritzer とはドイツ語の『はじける』の意、『spritzen』を由来としている。オーストリアのザルツブルクが発祥地といわれ、毎年八月に開催される「モーツァルト音楽祭」でも供されるカクテルである。

## 標準的なレシピ
- 辛口白ワイン - 90ml
- 炭酸水（ソーダ水） - 適量

### 作り方
フルート型のシャンパン・グラスに白ワインと炭酸水を注ぎ、軽くステアする。

### 備考
- シャンパン・グラスではなく、大型ワイン・グラスを使用することもある[2]。
- 白ワインを60ml使用するレシピもある[4]。
- ミステリー作家ジェフリー・アーチャーは、自身の作品中でこのカクテルを「貧乏人のジェームス・ボンド」と呼ばせている。
- ダイアナ元イギリス皇太子妃が生前愛飲していた事でも知られている。チャールズ3世（当時皇太子）との成婚時、日本中が「ダイアナブーム」に湧いた頃、ダイアナ妃が好まれる飲み物としてこのカクテルが紹介された。[5]